# قائمة تشريعات السياحة (مصر)
قوانين وقرارات السياحة في مصر
| م                                                                        | التشريع المنظم                                                                    | تشريعات التعديلات                                          | قرارات اللائحة التنفيذية للتشريع المنظم | الحالة | ملاحظات |
| ------------------------------------------------------------------------ | --------------------------------------------------------------------------------- | ---------------------------------------------------------- | --- | ------ | --- |
| التنمية والتنشيط السياحي طالع أيضًا: الهيئة العامة للتنمية السياحية (مصر) |                                                                                   |                                                            | |        | |
|                                                                          | تنظيم الهيئة العامة للتنمية السياحية قرار رئيس الجمهورية رقم 374 لسنة 1991        |                                                            | |        | |
|                                                                          | إنشاء الهيئة المصرية العامة للتنشيط السياحي قرار رئيس الجمهورية رقم 134 لسنة 1981 | قرار رئيس مجلس الوزراء رقم 1523 لسنة 2020                  | |        | |
|                                                                          | إنشاء هيئات إقليمية لتنشيط السياحة قرار رئيس الجمهورية رقم 691 لسنة 1957          | قرار رئيس الجمهورية رقم 191 لسنة 1959                      | |        | |
| دعم السياحة                                                              |                                                                                   |                                                            | |        | |
|                                                                          | إنشاء صندوق دعم السياحة والآثار رقم 19 لسنة 2022                                  |                                                            | |        | أدمج فيه: - صندوق تمويل مشروع إنقاذ آثار النوبة المنشأ بالقانون رقم 8 لسنة 1964 - صندوق تمويل مشروعات الآثار والمتاحف المنشأ بقرار رئيس الجمهورية رقم 1443 لسنة 1966 - صندوق السياحة المنشأ بقرار رئيس الجمهورية رقم 392 لسنة 2005 |
|                                                                          | إنشاء صندوق السياحة قرار رئيس الجمهورية رقم 392 لسنة 2005                         |                                                            | | ملغي   | |
|                                                                          | إنشاء صندوق تمويل مشروعات الآثار والمتاحف قرار رئيس الجمهورية رقم 1443 لسنة 1966  |                                                            | | ملغي   | |
|                                                                          | إنشاء صندوق لتمويل مشروع إنقاذ آثار النوبة وطريقة تمويله رقم 8 لسنة 1964          |                                                            | | ملغي   | |
| الغرف السياحية طالع أيضًا: الاتحاد المصري للغرف السياحية                  |                                                                                   |                                                            | |        | |
|                                                                          | إنشاء الغرف السياحية وتنظيم اتحاد لها رقم 27 لسنة 2023                            |                                                            | |        | ألغي بموجبه: - القانون رقم 85 لسنة 1968 |
|                                                                          | إنشاء الغرف السياحية وتنظيم اتحاد لها رقم 85 لسنة 1968                            | رقم 124 لسنة 1981                                          | | ملغي   | |
| شركات السياحة                                                            |                                                                                   |                                                            | |        | |
|                                                                          | تنظيم الشركات السياحية رقم 38 لسنة 1977                                           | - رقم 125 لسنة 2008 - رقم 25 لسنة 2005 - رقم 118 لسنة 1983 | - قرار وزاري رقم 218 لسنة 2014 - قرار وزاري رقم 120 لسنة 2014 - قرار وزاري رقم 63 لسنة 2014 - قرار وزاري رقم 26 لسنة 2014 - قرار وزاري رقم 215 لسنة 2013 - قرار وزاري رقم 324 لسنة 2011 - قرار وزاري رقم 322 لسنة 2011 - قرار وزاري رقم 703 لسنة 2009 - قرار وزاري رقم 209 لسنة 2009 |        | ألغي بموجبه: - القانون رقم 584 لسنة 1954 |
|                                                                          | تنظيم شركات ووكالات السفر والسياحة رقم 584 لسنة 1954                              |                                                            | | ملغي   | |
| المنشآت الفندقية والسياحية                                               |                                                                                   |                                                            | |        | |
|                                                                          | المنشآت الفندقية والسياحية رقم 8 لسنة 2022                                        |                                                            | قرار رئيس مجلس الوزراء رقم 705 لسنة 2023 |        | ألغي بموجبه: - القانون رقم 1 لسنة 1973 - القانون رقم 1 لسنة 1992 |
|                                                                          | بيع العاديات والسلع السياحية رقم 1 لسنة 1992                                      | رقم 16 لسنة 2004                                           | قرار وزاري رقم 525 لسنة 2011 | ملغي   | |
|                                                                          | المنشآت الفندقية والسياحية رقم 1 لسنة 1973                                        | - رقم 180 لسنة 2005 - رقم 102 لسنة 1993                    | | ملغي   | |

## أنظر أيضاً
- قائمة تشريعات الاستثمار والمناطق الحرة (مصر)
- قائمة تشريعات المناطق الاقتصادية (مصر)
- قائمة تشريعات التعاقدات والمناقصات والمزايدات (مصر)
- قائمة تشريعات الطاقة والثروة المعدنية (مصر)
- قائمة تشريعات الصناعة (مصر)
- قائمة تشريعات الزراعة (مصر)
- قائمة تشريعات النقل (مصر)
- قائمة تشريعات التعمير (مصر)
- قائمة تشريعات الصحة (مصر)
- قائمة تشريعات الرياضة (مصر)
- قائمة تشريعات التنمية (مصر)
- قائمة تشريعات التجارة والشركات (مصر)
- قائمة تشريعات المواصفات والقياس (مصر)
- قائمة تشريعات الاستيراد والتصدير (مصر)
- قائمة تشريعات الإتفاقيات الدولية (مصر)
- قائمة تشريعات الرقابة والحماية والتحكيم (مصر)
- قائمة تشريعات الأسواق والأدوات المالية غير المصرفية (مصر)
- قائمة تشريعات المصارف والنقد (مصر)
- قائمة تشريعات الضرائب والجمارك والرسوم (مصر)
- قائمة تشريعات العمل (مصر)